# Saison 4 de Mistresses
Chronologie
Saison 3
Cet article présente les treize épisodes de la quatrième et dernière saison de la série télévisée américaine Mistresses.

## Généralités
- Aux États-Unis, cette quatrième saison a été diffusée du 30 mai 2016 au 6 septembre 2016 sur le réseau ABC.
- Au Canada, elle a été diffusée en simultané[1]
- Jennifer Esposito décide de quitter la série après une seule saison[2].
- Tabrett Bethell est promue régulière[3].

## Distribution

### Acteurs principaux
- Yunjin Kim (VF : Yumi Fujimori) : Karen Kim (épisodes 1 à 12)
- Rochelle Aytes (VF : Sophie Riffont) : April Malloy
- Jes Macallan (VF : Victoria Grosbois) : Josslyn « Joss » Carver
- Brett Tucker (VF : Stéphane Pouplard) : Harry Davis
- Rob Mayes (VF : Thibault Lacour) : Mark Nickleby
- Tabrett Bethell (VF : Laurence Crouzet) : Kate Davis (épisode 2 à 9, 12 et 13)

### Acteurs récurrents et invités
- Corinne Massiah (VF : Garance Pauwels) : Lucy Malloy, fille d'April
- Brian Gattas : Randy (9 épisodes)
- Jarod Joseph : Wilson Corvo (épisode 1)
- Jerry O'Connell : Robert[4] (épisodes 1 à 4)
- Tia Mowry : Barbara Rultledege[5] (épisodes 1, 2 et 5)
- Navid Negahban : Jonathan Amadi[6] (épisodes 2, 3, 5, 7, 10 et 11)
- Ian Harvie : Michael Hester[7] (épisodes 3 à 5)
- Ella Thomas : Jackie[8] (épisodes 3, 4, 6, 9 à 11)
- Haley Ramm : Stacey North (épisodes 4, 8 à 10)
- Micky Shiloah : Reza[9] (épisodes 6 et 7)
- Justin Hartley (VF : Martial Le Minoux) : Scott Trosman (épisodes 6 à 8)
- Ed Quinn : Dr Alec Adams (épisodes 6 et 7)
- Alanna Masterson : Lydia (épisodes 6 à 13)
- Jason George (VF : Denis Laustriat) : Dominic Taylor (épisode 7)
- Lynn Whitfield : Marjorie, mère d'April (épisodes 8 à 10)
- David Sutcliffe : Adam[10] (épisodes 11 à 13)
- Wilson Cruz : Dante[11] (épisode 13)
- Matthew Del Negro (VF : Serge Faliu) : Jacob Pollack (épisode 13)

## Liste des épisodes

### Épisode 1:Je vais bien, ne t'en fais pas
- États-Unis /  Canada : 30 mai 2016 sur ABC[12] / CTV
- France : 4 janvier 2017 sur Téva

- États-Unis : 2,94 millions de téléspectateurs[13] (première diffusion)
- Canada : 774 000 téléspectateurs[14] (première diffusion + différé 7 jours)

- Jerry O'Connell (Robert)
- Tia Mowry-Hardrict (Barbara Rutledge)
- Corinne Massiah (Lucy)
- Brian Gattas (Randy)
- Niles Fitch (Noel)
- Camila Banus (Kylie)
- Lisa Canning (Prosecutor)
- Matthew Borlenghi (Defense Attorney)
- Adam Tucker (Court Clerk)
- Nick Toth (Judge)
- Ary Katz (Jonah)
- Jarod Joseph (Wilson)
- Robert Fukuzaki (Reporter)

### Épisode 2:Une experte pas comme les autres
- États-Unis /  Canada : 6 juin 2016 sur ABC / CTV
- France : 4 janvier 2017 sur Téva

- États-Unis : 3,31 millions de téléspectateurs[15] (première diffusion)
- Canada : 678 000 téléspectateurs[16] (première diffusion + différé 7 jours)

- Jerry O'Connell (Robert)
- Tia Mowry-Hardrict (Barbara Rutledge)
- Corinne Massiah (Lucy)
- Brian Gattas (Randy)
- Niles Fitch (Noel)
- Navid Negahban (Jonathan Amadi)
- Judith Moreland (Carol Dawson)
- Caitkin Dulany (Hannah)
- Juliette Jackson (Dottie)
- Donnabella Mortel (Woman #2)
- Natalie Ceballos (Elyse)
- Hardy Awadjie (Jamie)
- Rob Norton (Ryan)
- Brian Donald Andries (Bartender)

### Épisode 3:Des bleus à l'âme
- États-Unis /  Canada : 20 juin 2016 sur ABC / CTV
- France : 4 janvier 2017 sur Téva

- États-Unis : 2,89 millions de téléspectateurs[17] (première diffusion)
- Canada : 760 000 téléspectateurs[18] (première diffusion + différé 7 jours)

- Jerry O'Connell (Robert)
- Ian Harvie (Michael Hester)
- Brian Gattas (Randy)
- Navid Negahban (Jonathan Amadi)
- Ella Thomas (Jackie)
- Beth Littleford (Lindsay Lehman)
- Maria Didomenico (Nancy)
- Ryan Kennedy (Dean)
- Juette Raphael (Date #1)
- Tamiko Brownlee (Marisol)
- Saba Homayoon (Negin Amadi)
- Andrew Bongiorno (Date #2)
- Michael Broderick (Guy On Bike)
- Molly Hagan (Dr Paysinger)

### Épisode 4:Le goût de la vie
- États-Unis /  Canada : 27 juin 2016 sur ABC / CTV
- France : 11 janvier 2017 sur Téva

- États-Unis : 2,8 millions de téléspectateurs[19] (première diffusion)

- Jerry O'Connell (Robert)
- Ian Harvie (Michael Hester)
- Christopher Goodman (Conner Harvey)
- West Liang (Sam)
- Hilty Bowen (Sophia)
- Tamiko Brownlee (Marisol)
- Haley Ramm (Stacey Martin)
- Dempsey Pappion (Troy Baker)
- John Littlefield (Sgt. Matthews)
- Pilar Holland (Reporter)
- Ella Thomas (Jackie)
- Ary Katz (Jonah)
- Camila Banus (Kylie)
- Stephanie Black (Ann Harvey)
- Stacy Barnhisel (Lila)

### Épisode 5:Pas son genre
- États-Unis /  Canada : 4 juillet 2016 sur ABC / CTV
- France : 11 janvier 2017 sur Téva

- États-Unis : 1,97 million de téléspectateurs[20] (première diffusion)

- Tia Mowry-Hardrict (Barbara Rutledge)
- Brian Gattas (Randy)
- Navid Negahban (Jonathan Amadi)
- Saba Homayoon (Negin Amadi)
- Ian Harvie (Michael Hester)
- Gene Farber (Jason Taylor)
- Leilani Smith (Assistant)
- Stacy Barnhisel (Lila)

### Épisode 6:Quelques jours à Vegas
- États-Unis /  Canada : 11 juillet 2016 sur ABC / CTV
- France : 18 janvier 2017 sur Téva

- États-Unis : 2,97 millions de téléspectateurs[21] (première diffusion)
- Canada : 763 000 téléspectateurs[22] (première diffusion + différé 7 jours)

- Justin Hartley (Scott Trosman)
- Corinne Massiah (Lucy)
- Ed Quinn (Alec Adams)
- Brian Gattas (Randy)
- Ella Thomas (Jackie)
- Alanna Masterson (Lydia)
- Amanda Brooks (Faith)
- Anna Bahram (Fiona)
- Teddy Vincent (Estelle)
- Andy S. Allen (Tim)
- Juan Alfonso (Process Server)
- Micky Shiloah (Reza)

Alec est de retour et dit à Karen qu'elle lui a manqué. Il l'invite à dîner et c'est l'occasion pour lui de présenter à Karen sa nouvelle épouse qui est Faith. Après avoir appris que Karen a couché avec Robert, l'ancien nounou de Vivian, Alec décide d'engager des procédures pour avoir la garde de l'enfant à lui seul car selon lui, Karen n'est pas irréprochable d'un point de vue moral que ce soit avec Robert ou bien son livre et donc il ne veut pas que sa fille grandisse avec elle mais celle-ci ne compte pas se laisser faire. 
April et Mark se disputent au sujet de l'éducation de Lucy. La source de cette tension provient du fait que la jeune fille ne veut pas aller à l'église alors que sa mère l'y oblige et Mark pense que April est trop autoritaire et qu'elle devrait laisser sa fille prendre ses propres décisions car ce n'est plus une petite fille. 
Jonathan offre à Harry et Joss, un séjour gratuit dans son hôtel-restaurant à Las Vegas. Tout se passe tellement bien pour le couple que Joss envisage de se marier avec Harry le soir même de leur arrivée à Las Vegas. Mais un évènement va compromettre ce mariage quand Joss aperçoit dans les couloirs de l'établissement hôtelier, Reza qui est le neveu de Jonathan s'en prendre violemment à une femme et Joss décide donc d'intervenir et se défend quand Reza l'attaque et finit par le mettre à terre. Plus tard, Joss retrouve Harry et ne lui dit rien sur ce qu'il vient de se passer et préfère prétexter qu'il manque la présence de la famille et des amis pour se marier. 

### Épisode 7:Un mensonge de trop
- Canada : 1er août 2016 sur CTV
- États-Unis : 2 août 2016 sur ABC
- France : 18 janvier 2017 sur Téva

- États-Unis : 2,42 millions de téléspectateurs[23] (première diffusion)

- Corinne Massiah (Lucy)
- Ed Quinn (Alec Adams)
- Jason George (Dominic Taylor)
- Justin Hartley (Scott Trosman)
- Navid Negahban (Jonathan Amadi)
- Micky Shiloah (Reza)
- Alanna Masterson (Lydia)
- Amanda Brooks (Faith)
- Hilty Bowen (Sophia)
- Niles Fitch (Noel)

Harry apprend de la part de Jonathan que Joss a attaqué Reza, son neveu à Las Vegas et qu'il est maintenant à l'hôpital. Harry décide donc de parler de cet incident avec Joss mais celle-ci lui explique sa version des faits et Harry est énervé car il aurait préféré apprendre tout ça de sa bouche plutôt que celle de Jonathan. Puis, Harry revient vers Jonathan pour mettre les choses à plat, mais Jonathan dit à Harry que son neveu menace de porte plainte contre Joss si celle-ci ne s'excuse pas. Harry demande donc à Joss d'aller s'excuser car il a peur qu'elle retourne en prison, Joss s'exécute, confronte Reza afin de lui présenter ses excuses mais celui-ci, voyant que les excuses ne sont pas sincères veut qu'elle s'excuse vraiment, Joss refuse et s'emporte et les tensions avec Harry perdurent car celui-ci accepte de travailler encore avec Jonathan malgré ce qui s'est passé et Joss lui reproche de ne pas la défendre.
Karen veut se battre pour la garde de Vivian et elle fait appel à Dominic, l'ex de Savi pour la défendre au tribunal. Alec prépare sa défense et il invoque le fait que Karen voulait avorter au début de sa grossesse et donc qu'elle ne voulait pas de leur enfant. Puis, Vivian tombe malade, Karen va à l'hôpital qui refuse de prendre en charge l'enfant. Karen se tourne donc vers Alec et Faith qui guérissent l'enfant. Karen et Alec décident donc d'enterrer la hache de guerre pour s'occuper conjointement de Vivian.
April découvre un préservatif dans la veste de Lucy. Furieuse, elle veut avoir une conversation avec sa fille mais Mark la convainc d'inviter son petit-ami à dîner pour savoir ce qui s'est réellement passé entre eux. Au dîner, Mark pose beaucoup de questions intimes à Noël pour le déstabiliser qui restent sans réponses. Après, April décide d'aller voir directement sa fille et lui faire part de sa découverte mais Lucy lui dit que ce préservatif a été donné en classe et donc qu'elle n'a pas couché avec son petit-ami. Sophia, l'ex de Mark essaie de le reconquérir et April reçoit un appel inquiétant lui disant que quelqu'un a eu un accident de voiture ...

### Épisode 8:Couples à la dérive
- États-Unis /  Canada : 8 août 2016 sur ABC / CTV
- France : 25 janvier 2017 sur Téva

- États-Unis : 2,07 millions de téléspectateurs[24] (première diffusion)

- Corinne Massiah (Lucy)
- Lynn Whitfield (Marjorie)
- Justin Hartley (Scott Trosman)
- Alanna Masterson (Lydia)
- Haley Ramm (Stacey North)
- Camila Banus (Kylie)
- Kevin McCorkle (Dr Dwight)
- Nathalie Kelley (Kristen Sorbonne)

La mère d'April a eu un accident de voiture, elle décide de s'installer chez sa fille pour récupérer, elle se défend d'avoir bu au volant. Elle essaie de faire croire à sa fille qu'elle n'est plus alcoolique jusqu'à ce que Mark l'aperçoit en état d'ébriété un soir en rentrant. Mark essaie de dire la vérité à April mais celle-ci est persuadée que sa mère est passée à autre chose mais Mark lui dit qu'elle la manipule et on comprend que le but de Marjorie est de faire sortir Mark de la vie d'April.
Karen pense que Lydia n'est pas une bonne nounou pour Vivian et pour dissiper ses doutes, elle va apprendre à mieux la connaître lors d'un dîner. Karen conseille à Lydia de s'inscrire sur un site de rencontres pour trouver l'amour et Karen pense aussi que Vivian pourrait se sentir délaissée plus tard car Karen a l'impression de manquer les premiers moments importants de sa vie. Lydia s'inscrit sur un site de rencontres mais elle ajoute une photo de Karen sur son profil.
Joss tente de redorer l'image de l'une de ses clientes qui est une jeune artiste. Harry reçoit la proposition d'une célèbre actrice qui lui propose 15000 dollars pour donner un cours de cuisine privé, proposition que Harry accepte. La relation entre Joss et Harry continue de se dégrader car les 2 se rendent compte qu'ils sont en train de prendre des directions différentes.

### Épisode 9:Mauvaise passe
- États-Unis /  Canada : 15 août 2016 sur ABC / CTV
- France : 25 janvier 2017 sur Téva

- États-Unis : 2,1 millions de téléspectateurs[25] (première diffusion)

- Lynn Whitfield (Marjorie)
- Alanna Masterson (Lydia)
- Haley Ramm (Stacey North)
- Brian Gattas (Randy)
- Ella Thomas (Jackie)

### Épisode 10:Confrontations
- États-Unis /  Canada : 22 août 2016 sur ABC / CTV
- France : 1er février 2017 sur Téva

- États-Unis : 2,45 millions de téléspectateurs[26] (première diffusion)
- Canada : 610 000 téléspectateurs[27] (première diffusion + différé 7 jours)

- Lynn Whitfield (Marjorie)
- Alanna Masterson (Lydia)
- Haley Ramm (Stacey North)
- Brian Gattas (Randy)
- Ella Thomas (Jackie)
- Navid Negahban (Jonathan Amadi)
- Hilty Bowen (Sophia)
- Ary Katz (Jonah)

### Épisode 11:Juste une mise au poing
- États-Unis /  Canada : 29 août 2016 sur ABC / CTV
- France : 1er février 2017 sur Téva

- États-Unis : 2,74 millions de téléspectateurs[28] (première diffusion)

- Corrine Massiah (Lucy Malloy)
- Brian Gattas (Randy)
- Ian Harvie (Michael Hester)
- Ella Thomas (Jackie)
- Alanna Masterson (Lydia)
- David Sutcliffe (Adam)
- Erik Valdez (Lee Cheron)
- Navid Negahban (Jonathan Amadi)
- Hilty Bowen (Sofia)
- Ary Katz (Jonah)
- Erik King (Eliot Mead)
- Daniel Roebuck (Stu Salzman)

### Épisode 12:Carpe diem
- États-Unis /  Canada : 5 septembre 2016 sur ABC / CTV
- France : 8 février 2017 sur Téva

- États-Unis : 2,52 millions de téléspectateurs[29] (première diffusion)
- Canada : 815 000 téléspectateurs[30] (première diffusion + différé 7 jours)

- Corrine Massiah (Lucy Malloy)
- Brian Gattas (Randy)
- Alanna Masterson (Lydia)
- David Sutcliffe (Adam)
- Camila Banus (Kylie)
- Hilty Bowen (Sofia)
- Dar Dixon (Howard)
- Maree Cheatham (Stephanie)
- Melanie Holmes (Jen Feldman)
- David Purdham (Frank)

### Épisode 13:Fantômes du passé
- États-Unis : 6 septembre 2016 sur ABC
- Canada : 7 septembre 2016 sur CTV
- France : 8 février 2017 sur Téva

- États-Unis : 2,57 millions de téléspectateurs[31] (première diffusion)

- Corrine Massiah (Lucy Malloy)
- Wilson Cruz (Dante)
- Max Lloyd-Jones (Gabe)
- Hina Abdullah (Mysterious Woman)
- Alanna Masterson (Lydia)
- David Sutcliffe (Adam)
- Matthew Del Negro (Jacob)
- David Dean Bottrell (Father O'Brian)
- Zee James (Ruby the Barista)